# عسوقة (حبيش)

تعديل مصدري - تعديل

عسوقة هي إحدى قرى عزلة الناحية بمديرية حبيش التابعة لمحافظة إب، بلغ تعداد سكانها 103 نسمة حسب تعداد اليمن لعام 2004.